# Mahmud II
Mahmud II, född 20 juli 1785, död 1 juli 1839, var den 30:e sultanen i det Osmanska riket och regerade från 1808 till sin död. Han var son till sultan Abd ül-Hamid I och Nakşidil Sultan.

## Biografi
Då Mahmud tillträdde sin regering var Turkiet invecklat i krig med Storbritannien (fred 1809) och Ryssland, avslutat genom freden i Bukarest 1812, där Bessarabien gick förlorat. 
Vid Mahmuds tronbestigning var den centrala regeringsmakten i Turkiet mycket svag och ståthållarna i provinserna, främst de så kallade derebejerna i Anatolien, intog stor självständighet och visade sig ofta illojala. Gentemot dessa hävdade Mahmud med stor kraft sin auktoritet. Han inskred med vapenmakt mot de motsträviga som Ali Pascha av Janina, vilken först 1820 underkastade sig. 1817 började den serbiska och 1820 den grekiska frihetsrörelsen, vilka tvingade Mahmud att överge arbetet med rikets inre konsolidering. 
De ständiga krigen gav Mahmud anledning att ge sig i kast med en omorganisation av militären. Reguljära trupper utbildades efter europeiskt mönster med början 1826. På grund härav utbröt ett uppror bland janitsjarerna, vilket slutade med denna kårs fullständiga avskaffande i juni 1826. I 1828-29 års krig med Ryssland visade sig dock den nya armén inte vuxen sin uppgift. Kriget slutade olyckligt och medförde bland annat förlusten av Grekland. År 1831 råkade Mahmud i konflikt med Muhammed Ali av Egypten, vilken tidigare bistått honom vid kuvandet av vahabiterna i Arabiens uppror. Konflikten slutade 1833 med att Syrien måste avträdas. 
Bland Mahmuds reformer på det inre området märks hans ferman av 1826 för förbättring av statstjänstemännen ställning och införandet av ett ministerkabinett efter europeiskt mönster.